# Форт Ен (Њујорк)
Форт Ен (енгл. Fort Ann) град је у америчкој савезној држави Њујорк.

## Демографија
По попису из 2010. године број становника је 484, што је 13 (2,8%) становника више него 2000. године.
| Група             | 2000.       | 2010.       |
| Белци             | 465 (98,7%) | 457 (94,4%) |
| Афроамериканци    | 1 (0,2%)    | 0 (0,0%)    |
| Азијати           | 0 (0,0%)    | 3 (0,6%)    |
| Хиспаноамериканци | 3 (0,6%)    | 22 (4,5%)   |
| Укупно            | 471         | 484         |